# Otto 4. af Brandenburg
Otto IV af Brandenburg, også kaldet Otto med pilen, tysk: Otto IV. „mit dem Pfeil“ von Brandenburg, født omkring 1238, død omkring 1308, var regerende markgreve af markgrevskabet Brandenburg fra 1267 til sin død. Han tilhørte den johannitiske linje af huset Askanien, som markgreve af Brandenburg-Stendal. Hans tilnavn "med pilen" henviser til den pileskade, som han fik i kamp år 1280, da dele af en pil forblev i hans hoved.

## Liv og gerning
Otto var søn af markgreven Johan I af Brandenburg og prinsesse Sofie af Danmark, datter af kong Valdemar Sejr af Danmark og Berengaria af Portugal.
Efter faderen Johan Is død 1266 og onklen Otto IIIs død året efter overtog han ledelsen af huset Askanien og samregerede markgrevskabet Brandenburg med flere af sine slægtninge:
- sin ældre broder Johan II af Brandenburg til dennes død 1281;
- sin yngre broder Konrad I af Brandenburg til dennes død 1304;
- sin fætter Otto V af Brandenburg til dennes død 1298;
- sin fætter Albrecht III af Brandenburg til dennes død 1300.

I 1269 undertegnede han aftalen i Arnswalde sammen med Mestwin II af Pommern, hvorved markgreverne af Brandenburg gjordes til lensherrer over Pomerellen. Dette blev anledning til kampe i de følgende år, og Mestwin II opsagde sin troskabsed i 1278.
Ved Ottos indgriben nomineredes hans yngste broder Erik af Brandenburg til ærkebiskop af Magdeburg 1277 i en strid med Burchard af Querfurt. I stedet udnævntes kompromiskandidaten Günther I af Schwalenberg. Otto IVs kamp mod byen Magdeburg, som han mente havde påvirket ærkebispevalget utilbørligt, endte i åben strid, og i slaget ved Frohse led hans tropper nederlag mod Magdeburg. Otto selv blev taget til fange og købt fri for 4.000 pund sølv af sin rådsherre Johann von Buch. Også under Günther Is efterfølger Bernhard af Wölpe fortsatte kampene.
I et slag ved Stassfurt i 1280 blev Otto såret af en pil, som skal have siddet i hoveet på ham under en tid, nogle kilder hævder i op til flere år, hvilket skal have givet anledning til hans tilnavn "Otto med pilen". Med pave Martin IVs tilsagn blev Erik af Brandenburg til sidst udnævnt til ærkebiskop i 1283.
I 1278 kæmpede Otto på Ottokar II af Bøhmens side i Ungarn, til denne døde i Slaget ved Marchfeld mod Rudolf I 1281.
Omkring 1290 indledtes en konflikt mellem Otto IV og medregenten Otto V af Brandenburg, som 1294-1295 gik over i væbnet kamp, inden Adolf af Nassau kunne mægle. I 1291 købte Otto IV markgrevskabet Landsberg og i 1292 pfalzgrevskabet Sachsen. I 1296 udkæmpede han en krig mod Przemyslaw II af Polen om Pommern. I 1298 deltog Otto i afsættelsen af Adolf af Nassau som konge. Yderligere kampe mod Nikolaus af Rostock og Wizlaw II af Rügen samt Henrik og Albrekt af Braunschweig fulgte. Kampen mod biskopperne af Brandenburg an der Havel og Havelberg kulminerede i en bandlysning og et interdikt imod Otto IV. I 1303 erhvervede han markgrevskabet Lausitz fra Diezmann af Lausitz.
Otto skal have levet efter tidens ridderideal. Syv mindesange diktede af ham findes bevarede.

## Ægteskaber
Otto IV var gift to gange men døde barnløs. Han giftede sig i 1262 med Hedvig af Holsten, datter af Johan I af Holsten. Hans anden hustru Jutta af Henneberg, der døde i 1315, var enke efter Diezmann af Lausitz. Parret giftede sig i 1308, og Jutta overlevede også sin anden ægtefælle.